# Archilejeunea mauritiana
Archilejeunea mauritiana là một loài Rêu trong họ Lejeuneaceae. Loài này được Lindenb. mô tả khoa học đầu tiên năm 1895.